# Облога Пернау
Облога Пернау (28 лютого — 2 березня 1609) — епізод польсько-шведської війни 1600—1611 років.

## Передісторія
У 1608 році шведські війська під командуванням Йоахіма Мансфельда знову вторглися в Лівонію і захопили Дюнамюнде, Феллін і Кокенгузен. Успіхи були настільки приголомшуючими, що король Карл IX став думати не тільки про взяття Риги, але і про перенесення війни на територію Великого князівства Литовського.
У вересні 1608 року в Прибалтику повернувся Ян-Кароль Ходкевич. Він зібрав 18 кінних хоругов (2019 осіб) та почав здійснювати набіги на шведів. У польсько-литовської сторони не було грошей, але Сейм пообіцяв влаштувати додатковий збір на військові потреби, і солдати Ходкевича погодилися почекати до 19 квітня 1609 року. Незабаром Ходкевич отримав допомогу з боку литовських магнатів. Спочатку його базою були Біржай але потім він перебрався в Салацгриву.

## Хід бойових дій
Війська Ходкевича, здійснивши шестиденний перехід по лісах і бездоріжжю, 28 лютого таємно вийшли до Пернау. Щоб не насторожити шведів, Ходкевич заборонив розводити вогонь і наказав дотримуватися тиші, голодні та змерзлі солдати страждали на морозному вітрі.
Опівночі Ходкевич атакував місто. Шведи, які зорієнтувалися, вислали підкріплення, і зав'язалася рукопашна сутичка, але литовські війська поступово просувалися до замку, і в підсумку підпалили його. Не бачачи можливості чинити опір далі, 2 березня шведи капітулювали.

## Підсумки і наслідки
Шведська сторона втратила 100 чоловік убитими і 300 — пораненими, литовці втратили 45 осіб. 155 шотландців, які служили шведам, перейшли на литовську сторону. Трофеями Ходкевича стали 104 гармати і численні човни та судна. Залишивши в якості гарнізону 200 осіб, Ходкевич вирушив до Риги.